# Bellpar
A Bellpar Refrescos é uma empresa fundada em 1989, no município de Conchas, interior do estado de São Paulo.

## Produtos
A empresa comercializa duas marcas de produtos:
- Marca Bellpar, nos sabores “conch cola”, uva, maçã, limão, laranja, guaraná, abacaxi e tubaína.
- Marca Refridany, nos sabores laranja, limão, abacaxi, cola, guaraná e tutti-frutti.